# Hermine du Prelet
Hermine du Prelet (née le 20 mai 1995) est une jument baie du stud-book Selle français, poulinière reconnue pour le saut d'obstacles. Elle est notamment la mère de Nino des Buissonnets

## Histoire
Elle naît le 20 mai 1995 à l'élevage de Michel Choain à Ramicourt, dans l'Aisne. Elle est ensuite acquise par la famille Deroubaix, Nicolas Deroubaix étant séduit par ses très bonnes origines (notamment sa souche maternelle) et ses lignes. Hermine n'a jamais été débourrée, ni présentée au moindre concours d'élevage. Ses nouveaux propriétaires la gardent comme jument poulinière. Hermine se met cependant à perdre ses poulains peu après leur naissance. Elle est alors vendue à Claire Peuble, de l'élevage du Ventel, dans le Nord, qui vient la chercher au Haras des Princes.
Cette dernière amène la jument à la clinique Keros, en Belgique, où elle reçoit un diagnostic d'ictère hémolytique, permettant de conclure que ses poulains mouraient en raison de la composition du lait de leur mère. Hermine donne naissance à son dernier poulain en 2020, puis est mise à la retraite à l'élevage du Ventel.

## Description
Hermine du Prelet est une jument inscrite au stud-book Selle français, de robe baie,. Elle toise seulement 1,58 m, et présente la morphologie d'un cob, proche des « vieilles juments normandes des années 1980 ». Elle est à la fois petite et épaisse.
Claire Peuble la décrit comme une jument gentille et intelligente, avec un fort tempérament. Son tempérament est décrit comme « exécrable », rendant très difficile son transport dans un camion, ce qui fait qu'elle n'a jamais été présentée en concours d'élevage.

## Origines
Hermine du Prelet est une fille de l'étalon Selle français Narcos II, et de la jument Belle du Prelet, par Almé,. De fait, ses origines sont exceptionnelles dans le milieu de l'élevage.

## Descendance
En 2020, Hermine du Prelet est la mère de 17 poulains. Elle est réputée leur transmettre son fort tempérament, et donner des poulains d'assez petite taille.
Elle est surtout connue pour être la mère du champion olympique Nino des Buissonnets,, né chez les Deroubaix, dans leur élevage de Bondues,.